# Adriaan de Roover
Adriaan de Roover (Mortsel, 23 februari 1923 – Antwerpen, 20 september 2016) was een Vlaams dichter en essayist. Hij behoort tot de Vijfenvijftigers, meer bepaald tot de "experimentelen" van het tijdschrift De Tafelronde, waarvan hij vanaf 1953 een van de belangrijkste woordvoerders was. De Roover woonde en werkte in Antwerpen.

## Beknopte biografie
De Roover werd geboren als Felix Adriaan Arnold De Rooy. Van 1946 tot 1951 gaf de Roover Engelse en Duitse les aan een privéschool. In deze periode richtte hij samen met Manu Ruys, Ivo Michiels, H. Storm en Albe het tijdschrift Golfslag op, dat tot 1950 bleef bestaan. In 1947 debuteerde De Roover als dichter met Verzen uit de grabbelton. In 1953 trad hij toe tot de redactie van De Tafelronde. In datzelfde jaar verscheen Woordschurft, zijn eerste experimentele poëziebundel. Voor de studie Paul Van Ostayen en de absolute lyriek werd De Roover in 1958 bekroond met de essay-prijs van de provincie Antwerpen.

In 1963 vertrok De Roover, na onenigheid binnen de redactie, uit De Tafelronde. Twintig jaar lang hield hij zich ver van de literaire wereld om zich aan de studie van de Romaanse kunst en iconografie te wijden. Pas in 1984 verscheen zijn volgende bundel Als een mes in een huis vol gekken. In de periode 1984 - 2011 publiceerde De Roover regelmatig en stelde hij zijn grafische werken tentoon. In 2011 trad hij op tijdens de Nacht van de Poëzie in Gent en werd een monumentale gedichtenmuur onthuld op de wand van een flatgebouw in Antwerpen Linkeroever.

## Poëzie
De poëzie van Adriaan De Roover verliest zich niet in vormexperiment of 'boodschapperigheid', maar toch tast ze op haar manier de grenzen van de taal in poëzie af. De Roover hechtte vooral in zijn vroegste werk veel belang aan het woordspel. In zijn poëzie verbindt hij graag zintuiglijke velden met elkaar, improviserend als een jazzmuzikant, het muzikale genre waarmee hij zich altijd zo sterk verbonden heeft gevoeld. Ook De Roovers grote, levenslange fascinatie voor de Romaanse kunst blijkt uit heel wat gedichten.

## Invloed
Voor de jonge dichter Paul Snoek was de Roover van grote betekenis. In het interviewboek van Herwig Leus over Paul Snoek, 'Ik ben steeds op doorreis' (1983), vertelt De Roover over zijn kennismaking met Paul Snoek in 1952 en over de manier waarop Snoek heel snel het werk van de experimentele dichters, dat De Roover hem liet ontdekken, absorbeerde. Snoek schreef volgens De Roover toen ‘klassieke sonnetten, nogal elegisch van toon een beetje ethisch geëngageerd, kennelijk geschreven onder het mentorschap van Anton van Wilderode.'

Ik interesseerde mij toen al heel sterk voor de Noordnederlandse poëzie, voor Lodeizen, Andreus, Lucebert, Campert, - Atonaal van Vinkenoog was net verschenen – en ik heb aan Snoek gezegd dat er nog wat anders bestond dan Karel van de Woestijne, Willem Kloos, Albert Verwey en Anton van Wilderode. Ik heb gewezen op het bestaan van een Lodeizen, een Lucebert. Ik gaf hem een paar bundeltjes van deze dichters mee, en een week later stond hij weer bij mij met een stapel gedichten die hij in de die tussentijd geschreven had. Intrinsiek waren die gedichten goed, maar het waren allemaal krek dezelfde Lodeizens en Luceberts. Technisch was Snoek zeer sterk en hij had een enorm assimilatievermogen, ik heb hem daar altijd om bewonderd.

Paul Snoek verwerkte de invloed van het experiment al snel op zijn manier en schreef gedichten waarmee hij een groot publiek wilde bereiken. Samen met Hugo Claus en Herman de Coninck – over wiens poëzie Adriaan De Roover trouwens vlijmscherpe stukken schreef – behoorde hij in de jaren zestig en zeventig tot de populairste Vlaamse dichters.

## Visuele poëzie
De Roover maakte, naast zijn reguliere gedichten, ook visuele poëzie in de vorm van grafische tekeningen. 

## Romaanse kunst
In 2007 verscheen het boek Ontmoeting met de Romaanse kunst, langs de wegen en zijwegen naar Santiago de Compostela. Jarenlang volgde De Roover de pelgrimsroute en legde een collectie van duizenden dia's aan over de Romaanse architectuur en beeldhouwkunst.

### 1947-1962
- 1947 - Verzen uit de grabbelton
- 1948 - Kassandra
- 1948 - De doodsgedachte in de moderne poëzie
- 1952 - Victor Roelens: de Vlaamse Lavigerie
- 1953 - Woordschurft
- 1955 - 2x over poëzie
- 1956 - Notities bij het werk van Georg Trakl
- 1956 - Gabriël De Pauw
- 1958 - Paul Van Ostayen en de absolute lyriek’' (essay-prijs van de provincie Antwerpen)
- 1961 - Testvliegen
- 1962 - Hommage à Engelbert van Anderlecht, poëziemap

### Vanaf 1984
- 1984 - Als een mes in een huis vol gekken, Poëziecentrum
- 1986 - Jan Verheyen, een monografie
- 1987 - Ik ruik de sterren al, Poëziecentrum
- 1998 - GEDICHTEN 1953-1998 (Waarin opgenomen ‘Mijn eiland Mallarmé’), Demian
- 2002 - De genese van de lyriek, Demian
- 2004 - Halewijnlaan, Het Gonst
- 2006 - Als een bezetene, maar dan veel lieflijker, Vantilt
- 2007 - Ontmoeting met de Romaanse kunst, Vlaams Genootschap van Santiago de Compostela
- 2008 - Brieven aan Herwig Leus, Demian/Het Gonst
- 2011 - Enkelvoudig Blauw, Demian